# Риверо Агуэро, Андрес
Андрес Риверо Агуэро (исп. Andrés Rivero Agüero, 4 февраля 1905 — 8 ноября 1996) — кубинский политический деятель, премьер-министр и избранный президент Кубы, политическая карьера которого была прервана Кубинской революцией. На выборах 1958 года (по многим мнениям, фальсифицированных) был ставленником диктатора Батисты, режим которого пал до того, как одержавший победу Агуэро смог принять власть.

## Биография

### Ранние годы
Родился у чрезвычайно бедных родителей в городе Сан-Луис, провинция Орьенте (сейчас провинция Сантьяго-де-Куба) 4 февраля 1905 года. В возрасте 16 лет самостоятельно научился читать. Затем сумел окончить школу и получить юридическую степень в Гаванском Университете (1934).

### Путь к власти
Риверо был избран членом городского совета города Сантьяго-де-Куба и вскоре возглавил Либеральную Партию. Тогда же он подружился с Фульхенсио Батистой, будущим правителя острова. Во время первого нахождения Батисты у власти, в 1940—1944 годах, Риверо был министром сельского хозяйства и воплощал в жизнь план Батисты по переселению безземельных крестьян.
Во время изгнания Батисты, которое он провёл в США (1944—1952), Риверо занимался на Кубе юридической практикой и публиковал политические комментарии в СМИ. Когда Батиста вернулся и снова стал президентом в 1952, он поддержал создание его партии en:United Action Party и военный переворот 10 марта 1952 года. После него Риверо работал министром образования во второй администрации Батисты (1952—1958). В 1954 году он был избран сенатором от провинции Пинар-дель-Рио и затем стал премьер-министром Кубы (1957—1958) и участвовал в нескольких конференциях по мирному урегулированию восстания на острове как представитель Батисты.
В 1958 году Риверо ушёл в отставку с поста премьер-министра, чтобы участвовать в президентских выборах. Поддержку ему выказали партия Батисты и ещё три проправительственных партии. В результате он был объявлен победителем несмотря на упорные слухи, что выборы были сфальсицифированы при поддержке правительства США в рамках усилий по предотвращению революции на Кубе. После выборов Риверо начал консультации с американским послом в стране Эрлом Смитом и ведущими кубинскими политиками, желая урегулировать революционный кризис, связанный с действиями коммунистических партизан Фиделя Кастро и их союзников. После вступления в должность президента он собирался созвать Конституционную Ассамблею, чтобы вернуть Кубу к конституционному правлению (в противовес диктатуре Батисты).
Однако успехи революционеров расстроили планы Риверо и 1 января 1959 года он вынужден был покинуть Гавану и бежать в Доминиканскую Республику вместе с Батистой.

### Жизнь в эмиграции
Риверо поселился в США, жил очень скромно и прожил долгую жизнь, увидев своих правнуков. Он умер в Майами, штат Флорида, в 1996 году.